# Юсеф Ен-Несири
Юсеф Ен-Несири (на испански: Youssef En-Nesyri; на арабски: يوسف النصيري; на берберски: ⵃⴰⴽⵉⵎ ⵣⵢⵢⴰⵛ; роден на 1 юни 1997 г.) е професионален марокански футболист, играещ като нападател за турския футболен клуб „Фенербахче“ и националния отбор на Мароко. 

## Успехи

### Севиля
- Носител на Лига Европа (1): 2019/20